# 자우어브라텐
자우어브라텐(독일어: Sauerbraten)은 독일의 고기 요리이다. 쇠고기 등을 포도주 마리네이드에 재어 뒀다가 냄비 로스트 방식으로 익힌 음식이며, 지역에 따라 조금씩 달리 만든다. 독일의 국민 음식 가운데 하나로 여겨진다.

## 이름
독일어 "자우어브라텐(Sauerbraten)"은 "시다"라는 뜻의 형용사 "자우어(sauer)"와 "로스트"라는 뜻의 명사 "브라텐(Braten)"을 합친 말로, "신 로스트"를 뜻한다.

## 종류
- 라인란트식(Rheinischer Sauerbraten 라이니셔 자우어브라텐[*]): 전통적으로 말고기를 사용했으며, 건포도, 사탕무 시럽, 아펠크라우트. 레프쿠헨 등으로 단맛을 낸다.
- 바덴식(Badischer Sauerbraten 바디셔 자우어브라텐[*]): 전통적으로 쇠고기를 사용하며, 감미료를 넣지 않고 루를 증점제로 사용한다. 슈페츨레와 적채를 곁들여 낸다.
- 프랑켄식(Fränkischer Sauerbraten 프렝키셔 자우어브라텐[*]): 카르토펠클로스를 곁들인다.

## 만들기
고기는 주로 쇠고기를 쓰지만, 사슴고기, 말고기, 양고기, 돼지고기 등을 쓸 수도 있다. 고기는 포도주와 와인 식초, 정향, 후추, 두송자 등 향신료, 월계수 잎, 등을 넣은 마리네이드에 3~7일 간 재어 뒀다가 조리한다. 흔히 적포도주와 적포도주로 만든 와인 식초가 사용되지만, 백포도주나 사과 식초 등을 쓰기도 한다. 재어 뒀던 고기는 물기를 닦아내고 버터기름을 두른 냄비에서 겉면을 지진 다음, 당근, 셀러리악, 리크 등 향신채와 마리네이드를 넣어 오븐에서 냄비 로스트 방식으로 익힌다. 잘 익으면 고기를 꺼내 썰고, 국물은 체에 받쳐 건더기를 제거한 다음, 품퍼니켈, 레프쿠헨 등 빵·과자, 루, 건포도, 크림 등을 넣어 걸쭉한 소스를 만든다. 로스트를 썰어 내고, 소스와 카르토펠클로스, 적채 등을 곁들여 낸다.

## 사진

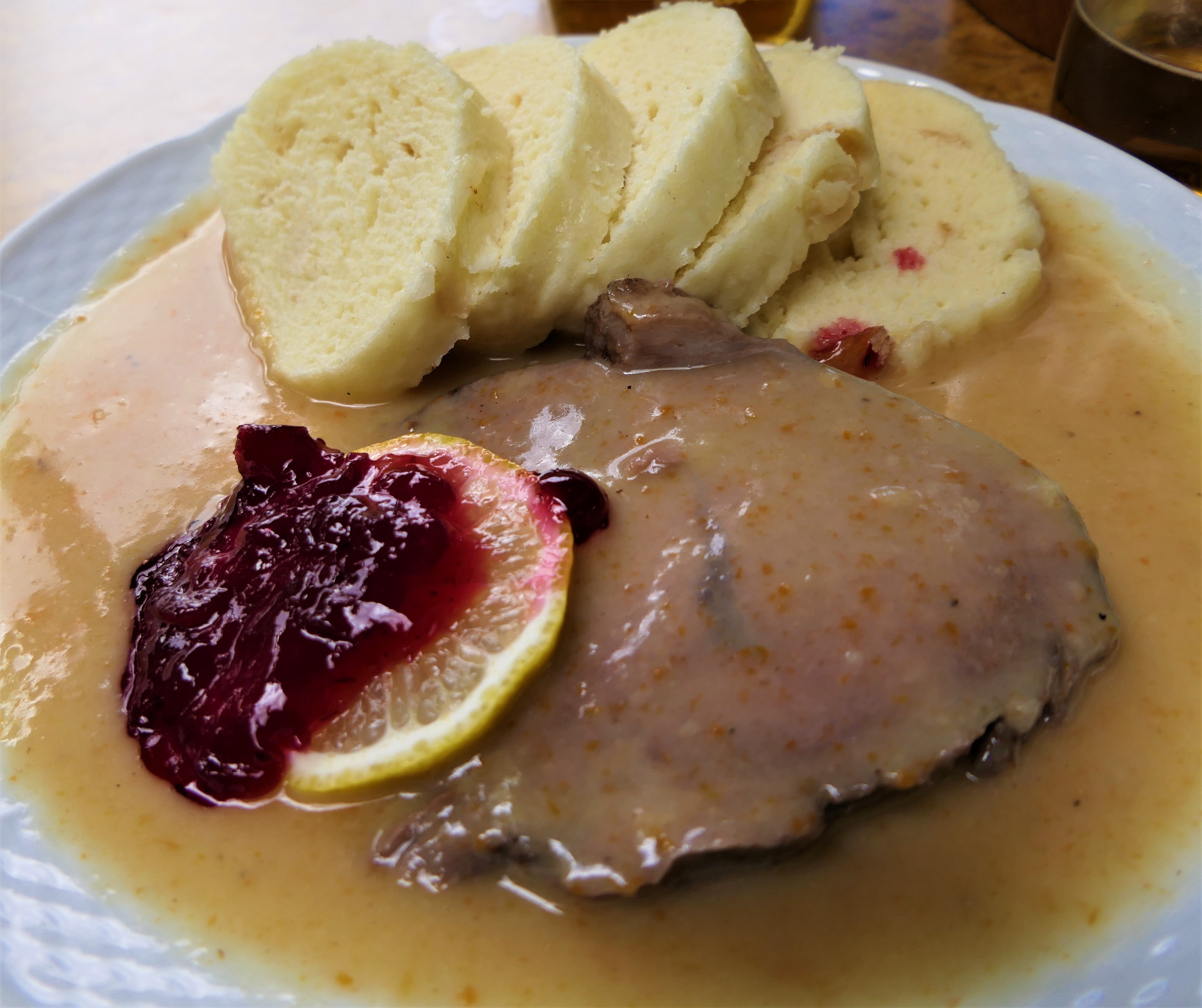
보헤미아식 자우어브라텐
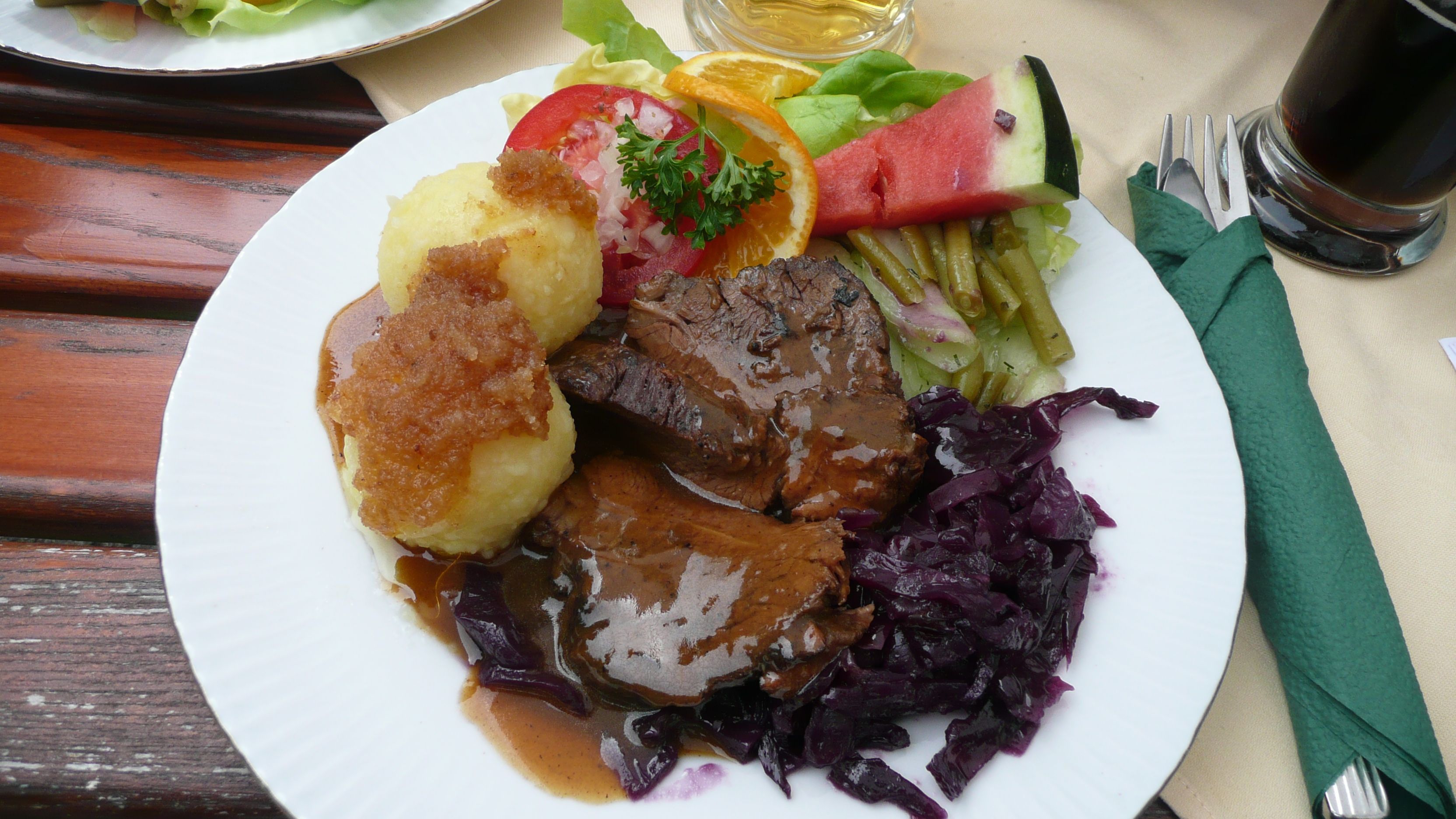
작센식 자우어브라텐
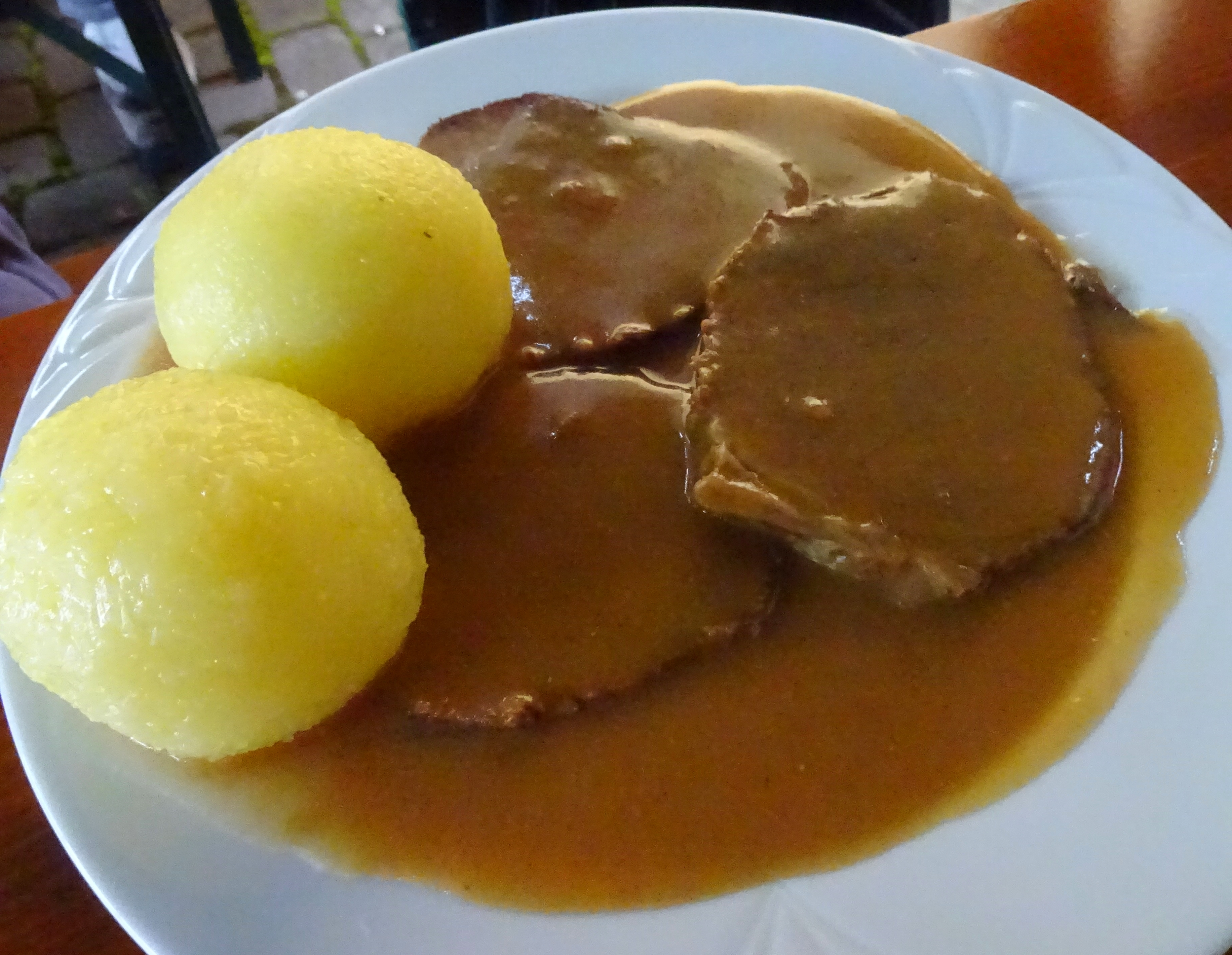
프랑켄식 자우어브라텐

## 같이 보기
- 베프르조 크네들로 젤로
- 뵈프 부르기뇽
- 팟 로스트